# 穿刺液検査
穿刺液検査（せんしえきけんさ、英: puncture examination）とは、胸水、腹水、心嚢水、関節液、など、体腔液を穿刺により採取して行う検査である。

## 概要
胸腔、腹腔、心嚢（心膜腔）、関節腔、などの体腔には、健常人でも微量の液体（体腔液）が存在するが採取は困難である。しかし、病的状態では液体の増量が認められることがあり、この液体を穿刺により採取し、病態を診断する目的で、外観観察、比重測定、生化学検査、顕微鏡での観察（鏡検）など（以上をまとめて一般検査とよぶ）、さらには、細菌検査、病理検査（病理細胞診検査）、などが行われる。
なお、脳脊髄液検査や羊水検査も、通常、穿刺により検体を得る検査ではあるが、穿刺液検査と独立して取り扱うことも多い。
また、慢性腎不全患者における、CAPD（continuous ambulatory peritoneal dialysis : 持続携行式腹膜透析）の排液の検査は、穿刺液検査の一環として扱うことが多い。

### 滲出液と漏出液
漿膜腔液（胸水、腹水、心嚢水）において、穿刺液検査の重要な目的は、液体が貯留している体腔（を覆う漿膜）自体に病変があるのか（すなわち、滲出液）、それとも、全身的な病態（心不全、肝硬変、低アルブミン血症、など）を反映して漿膜には特に病変のない体腔に液体が蓄積しているのか（すなわち、漏出液）、を鑑別することである。
一般に、蛋白などの血漿成分濃度や細胞数が高値であれば、滲出液が示唆される。
| 漏出液と滲出液の鑑別   | 漏出液                                                                                               | 滲出液 |
| ---------------------- | --- | --- |
| 原因                   | 低蛋白血症（ネフローゼなど）、 静脈／門脈圧亢進（うっ血性心不全、肝硬変など）、 血管透過性亢進、など | 感染症、膠原病、外傷／手術、悪性腫瘍、など、体腔ないし隣接臓器の局所の病変 |
| 外観                   | 単黄色、透明、水様（から微濁）                                                                       | 混濁、ときに血性、膿性 繊維素（フィブリン）析出や凝固がみられることがある。 乳び（乳糜、脂肪により白濁）は、リンパ管の損傷（術後など）や閉塞（腫瘍など）でみられることがある。 |
| 比重                   | 1.015 以下                                                                                           | 1.018 以上 |
| 蛋白                   | 2.5 g/dL以下（血清の50%未満）                                                                        | 4 g/dL以上（血清の50%以上） |
| ブドウ糖（グルコース） | 血清と同じ                                                                                           | 減少 |
| LD（乳酸脱水素酵素）   | 血清の60%未満                                                                                        | 血清の60%以上 |
| リバルタ反応           | 陰性                                                                                                 | 陽性 |
| 細胞成分               | 少ない（中皮細胞、マクロファージ、など）                                                             | 多い（白血球：急性炎症では好中球、慢性炎症ではリンパ球。他、腫瘍細胞がみられることもある）                                                                                     |

### 細胞数・細胞分画
鏡検により、穿刺液中の細胞数、および、出現している細胞の分類が行われる。
一般に、多核白血球が多い場合は急性炎症、リンパ球が多い場合は慢性炎症、が示唆される。癌性の滲出液では腫瘍細胞を認めることもある。
なお、近年は自動血球計測装置を使用して穿刺液細胞数・細胞分画検査を行う施設も増えてきている。

### 癌の鑑別
体腔液貯留の原因が悪性腫瘍によるものか否かを穿刺液の化学的検査のみで鑑別することは困難である。CEAなどの腫瘍マーカーを測定することもあるが、感度が十分とはいえない。穿刺液一般検査としての鏡検で癌細胞を疑う異常な細胞を認めることがあるが、癌と診断するには、病理細胞診検査が必要である。

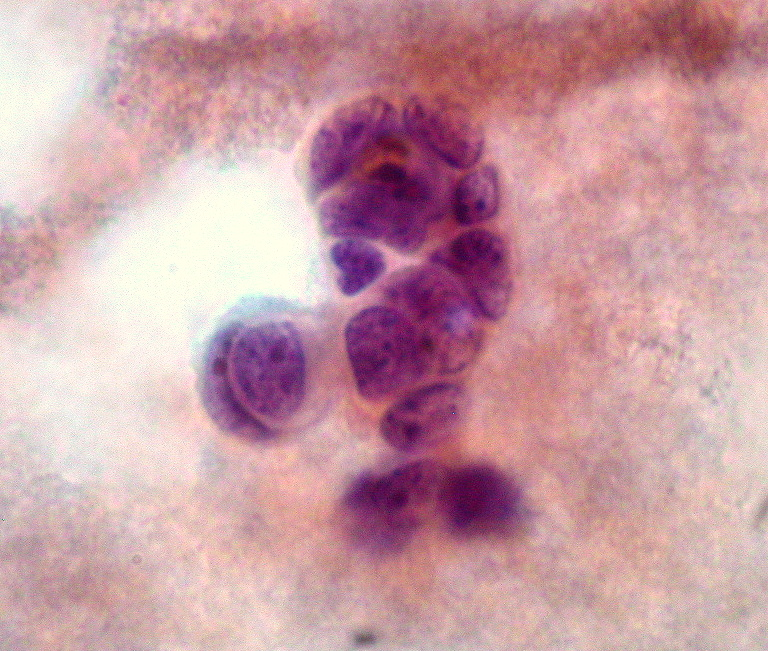
胸水の細胞診検査で見出された肺小細胞癌の細胞

### 結核の鑑別
結核性胸膜炎／心膜炎／腹膜炎の滲出液では、鏡検や培養検査での結核菌検出率が低いため、アデノシンデアミナーゼ（ADA）活性が頻用される。ADA高値は結核を疑うが、
膿胸、関節リウマチ、サルコイドーシスでもADA高値がみられるので、絶対的なものではない。

## 胸水
胸水は、心不全、肝硬変、ネフローゼ、などによる漏出液と、肺炎、悪性腫瘍（肺癌、悪性中皮腫など）、結核、肺塞栓、などによる滲出液に分類される。
滲出液は、原因を確定するため、詳細な検査が必要である。
胸水においては、漏出液と滲出液の鑑別には、Lightの基準（蛋白が血清の50%以上、LDが血清の60%以上または血清基準範囲上限の2/3超、のいずれかで滲出液）がよく用いられる。

## 腹水
腹水貯留の原因の多くは肝硬変による漏出液の貯留である。
腹水における漏出液と滲出液の鑑別には、血清ー腹水アルブミン較差（serum -ascites albumin gradient、SAAG）が重視されており、その差が1.1 g/dL以上であれば、門脈圧亢進症などによる漏出液が示唆される。
ただし、肝硬変では、腹水の細菌感染（特発性細菌性腹膜炎、spontaneous bacterial peritonitis、SBP）が好発し、腹水の性状は漏出液様であっても細菌感染の検索・加療が必要な場合があることに留意する必要がある。

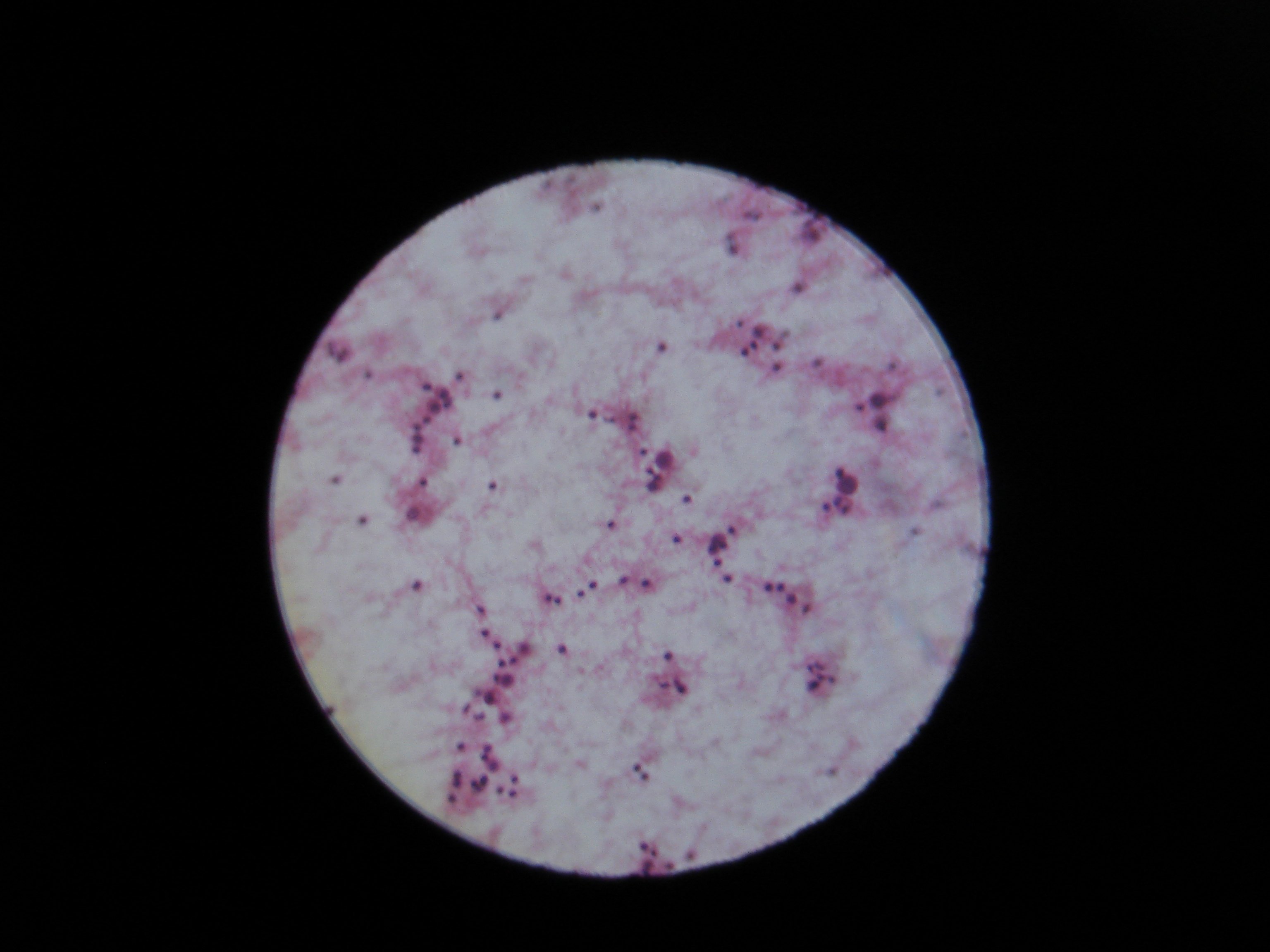
腹水病理細胞診標本

## 心嚢水
心嚢水（心嚢液、心膜液）が中等度以上貯留する場合、大部分は滲出液である。心嚢水貯留の原因は、結核等の感染症、悪性腫瘍、膠原病、など多岐にわたるが、原因不明であることも多い。
胸水と同様、結核の補助診断にADA活性、悪性腫瘍の補助診断に腫瘍マーカーが使用されることがある。

## 関節液
各種の関節炎（関節リウマチ、痛風、偽痛風、変形性関節症、感染性関節炎、など）の鑑別診断のために関節液穿刺検査が行われる。
関節においては、通常、漏出液が鑑別対象となることはなく、局所の炎症・外傷等が液体貯留の原因となる。
細胞数、蛋白濃度、細菌培養、以外に、関節液で特に注目されるのは、粘稠度（ねんちょうど）と結晶の存在である。

### 粘稠度
健常人の関節液は粘稠度（ねんちょうど、ねばりけ）が高い。
一般に、関節腔内で炎症が起きると関節液の粘稠度が低下する。

### 結晶
関節液では結晶の有無が重要である。特に、鏡検で好中球や組織球の結晶貪食像を認めた場合は、結晶誘発性関節炎の診断に直結する。尿酸ナトリウム結晶は痛風、ピロリン酸カルシウム結晶は偽痛風を示唆する。
ただし、結晶が見られても感染の存在をただちに否定することはできないので、注意を要する。
慢性関節炎（関節リウマチなど）では、コレステロール結晶が見られることがあるが、非特異的なものであり、意義は少ない。

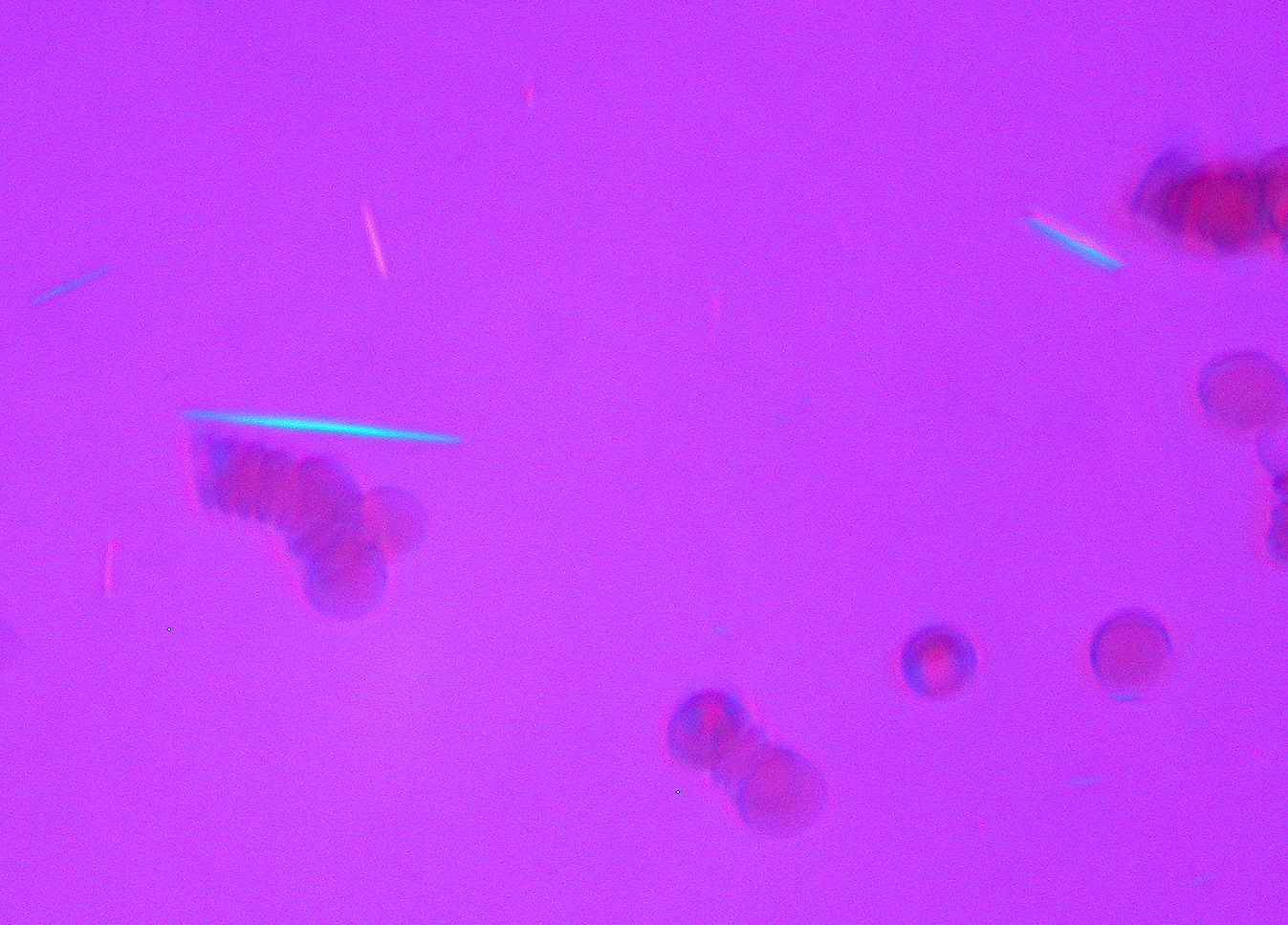
痛風患者の関節液の尿酸ナトリウム結晶

| 関節液の性状の目安 | 正常               | 非炎症性           | 炎症性                                         | 感染性                   |
| ------------------ | ------------------ | ------------------ | ---------------------------------------------- | ------------------------ |
| 外観               | 無色〜淡黄色・透明 | 淡黄色〜黄色・透明 | 黄色〜黄白色・混濁                             | 黄緑色〜膿性・混濁       |
| 粘度               | 高い               | 高い               | 低い                                           | 低い                     |
| 白血球数           | 200 /μL以下        | 200 〜 2000/μL     | 2000 〜 50,000/μL                              | 50,000/μL 以上           |
| 多核白血球         | 25% 以下           | 25% 以下           | 75% 以上                                       | 75% 以上                 |
| ブドウ糖           | 血液と同じ         | 血液と同じ         | 低値                                           | 低値                     |
| 主な病態           | 健常人             | 変形性関節症、外傷 | 関節リウマチ、結晶誘発性関節炎、膠原病、感染症 | 感染症、結晶誘発性関節炎 |

## CAPD（連続携行式腹膜透析）排液

腹膜透析の排液

慢性腎不全の治療として行われるCAPDの重大な合併症には、感染による腹膜炎と、長期の腹膜透析による腹膜の変性（腹膜線維症、腹膜硬化症、硬化性被嚢性腹膜炎、など）がある。
CAPD排液検査は、これらの合併症の診断の補助を目的として、
主に、外観の観察、および、細胞数算定・細胞分類が行われる。
CAPD排液は、主に、人為的に腹腔内に注入された腹膜透析液に由来するので、漏出液や滲出液には該当しない。
CAPD排液の混濁、CAPD排液中の白血球の増加（100 / μL以上）ないし多核白血球比率の増加（50%以上）、細菌検査（塗抹・培養）陽性は腹膜炎を示唆する。
大型ないし多核の中皮細胞の出現は腹膜硬化症を示唆するが、透析効率指標とあわせて判断する。